# Беспорядки в Египте

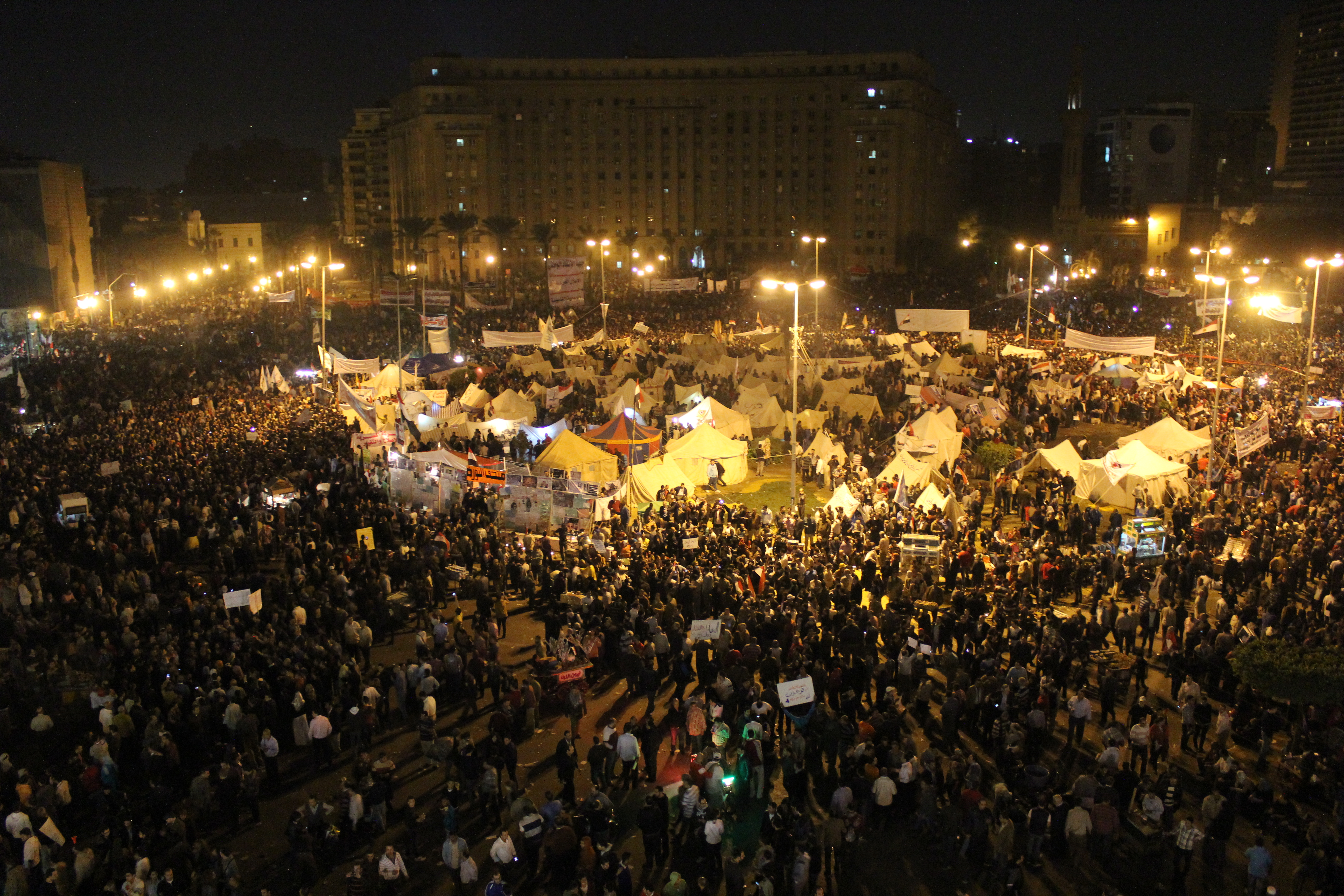
Протестующие на площади Тахрир 27 ноября 2012 года

Проте́сты в Еги́пте начались 22 ноября 2012 года. Протестующие потребовали отставки недавно избранного президента Мухаммеда Мурси, после того как Мурси подписал конституционную декларацию, которая лишает суды права распускать верхнюю палату парламента и Конституционную ассамблею, а также позволяет президенту страны издавать «любые декреты, направленные на защиту революции», которые не могут быть оспорены в суде. Действия Мурси вызвали негодование оппозиции, которая обвинила президента в узурпации власти и восстановлении диктатуры. Погибли по меньшей мере шесть человек и не менее 650 получили ранения.
В Александрии столкновения произошли 14 декабря. Попытка оппозиционеров сорвать пятничную проповедь в мечети переросла в столкновение, в результате которого пострадали десятки человек. Противники президента пошли на это противостояние, так как имамы в проповедях проводили про-президентскую линию.
25 января 2013 года в Каире на площади Тахрир состоялась массовая акция протеста противников власти Мохаммеда Мурси. Лидеры оппозиции и активисты молодёжных движений задолго до 25 января призывали отметить годовщину свержения прежнего президента страны Хосни Мубарака демонстрациями протеста против нынешнего президента страны Мохаммеда Мурси, которого они обвиняют в предательстве революционных идеалов, и его соратников «Братьев-мусульман». Протестующие вышли на площадь с теми же самыми лозунгами, с какими они выходили на площадь два года назад: «Хлеб, свобода, социальная справедливость». Среди демонстрантов находились многие из тех, кто в 2011 году сражался против прежней власти. Но также начали поступать сообщения, что подтянулись сторонники Хосни Мубарака, которые также были агрессивно настроены против Мурси. Накануне демонстрации протестующие пытались прорваться к зданию правительства. Для предотвращения этого полиция применила слезоточивый газ. Демонстранты ответили закидыванием полицейских камнями и бутылками с горючей смесью. В результате на следующий день в Каире был введён режим чрезвычайной ситуации, в центр города была стянута бронетехника.
1 февраля в Каире несколько тысяч противников власти президента Мохаммеда Мурси вышли на демонстрацию с требованием немедленной его отставки. В этот день вечером демонстранты атаковали президентский дворец «Аль-Иттихадия» и пытались его поджечь. Полиция для разгона демонстрантов применила слезоточивый газ и водомёты. Сообщалось как минимум об одном убитом и десятках раненых. Глава службы скорой помощи Египта сообщал о 54 раненых.

## Июль 2013
Протесты вспыхнули с новой силой 30 июня, в годовщину избрания президентом страны Мухаммеда Мурси. Накал выступлений достиг максимального уровня со времени кульминации «арабской весны» 2011 года. На сторону восставших перешли армия и полиция, ключевые министры отказались работать в действующем правительстве. 3 июля Мухаммеду Мурси был запрещён выезд из страны, позже армия уведомила, что он больше не является Президентом. Временно обязанности главы государства перешли к руководителю Высшего конституционного суда; действие Конституции было приостановлено. 4 июля Мурси заключен под стражу.